# Tendinitis del supraespinoso
En medicina, la tendinitis del supraespinoso se define como la inflamación o desgarro que sufre el tendón del músculo supraespinoso y se manifiesta por dolor en la región del hombro. La tendinitis del supraespinoso es una lesión de partes blandas que se incluye dentro del grupor de lesiones conocidas como tendinitis del manguito de los rotadores.

## Causas

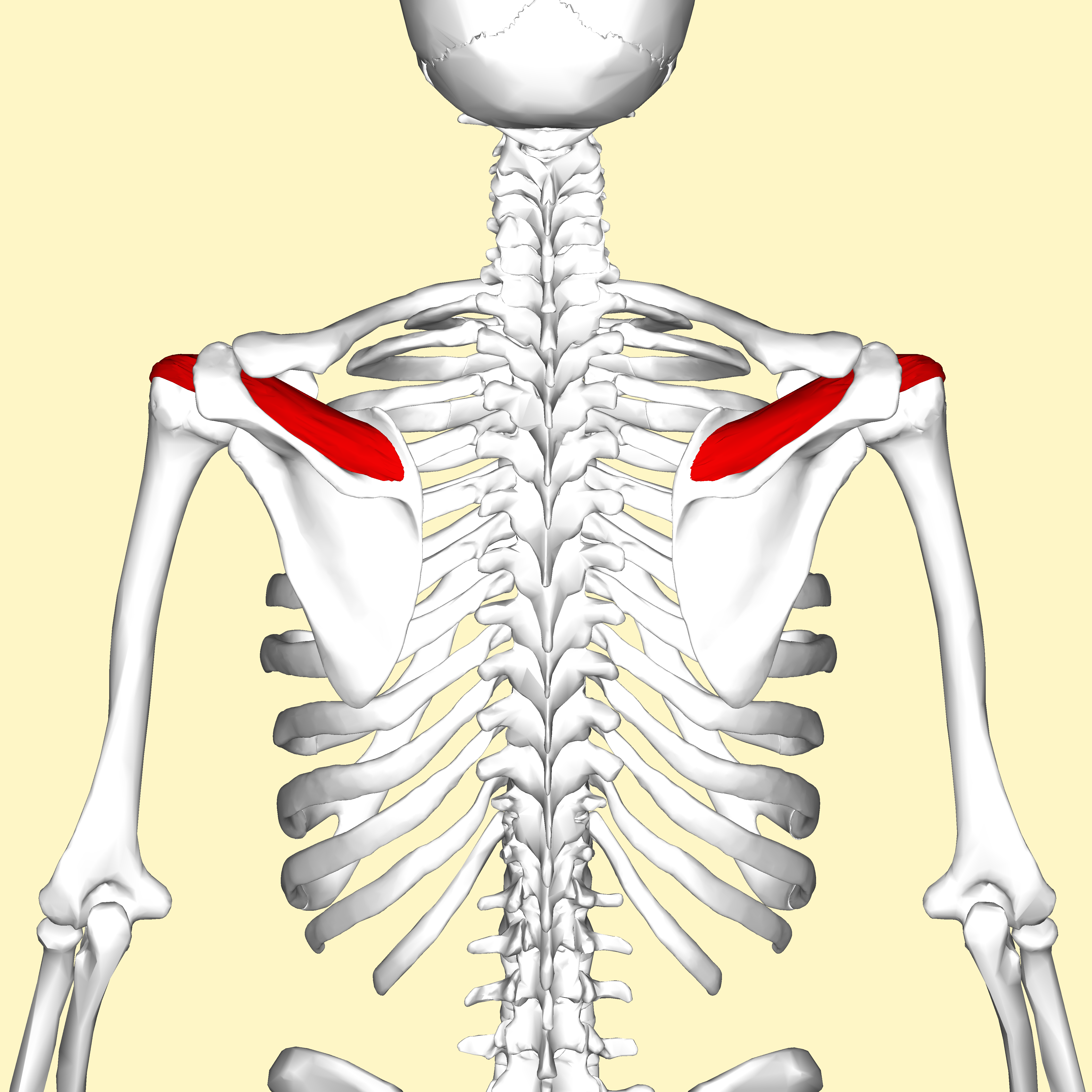
Situación de los músculos supraespinosos vistos desde la espalda.

Está causada por una compresión repetida del tendón entre la cabeza del húmero y el acromion de la escápula, este fenómeno se produce al realizar de forma repetida la elevación de brazo que provoca un microtraumatismo que acaba por causar alteraciones degenerativas en el tendón, las cuales pueden terminar por provocar incluso su rotura parcial o completa. Este proceso se considera enfermedad profesional en determinados trabajadores que deben realizar el movimiento de elevación del brazo de forma repetitiva por motivos laborales, sin embargo en ocasiones ocurre de forma aguda tras un traumatismo accidental.

## Clínica
La tendinitis del supraespinoso aparece generalmente a edades medias y produce como síntoma principal dolor en la región del hombro que se instaura de forma lenta y tiende a aumentar en intensidad por la noche y con los movimientos de separación del brazo, sobre todo en el arco comprendido entre los 60 y los 120 grados.  Suele existir dolor a la palpación en la región externa del hombro, a la altura de la cabeza del húmero.

## Tratamiento
El tratamiento es muy variable dependiendo de la intensidad del dolor, su duración y si existe rotura parcial o total del mismo. Se utilizan medicamentos antiinflamatorios no esteroideos, ejercicios de rehabilitación, infiltración con corticoides y cirugía en los casos más graves.